# Assalt de lladres
Assalt de lladres és una pintura a l'oli sobre llauna, de Francisco de Goya pintat el 1793 o 1794 e] petit format (42 × 31 cm), coincidint amb una greu malaltia del pintor. Es representa a uns lladres quan assalten a mà armada una diligència i es poden apreciar diversos cadàvers estesos a terra.

## Anàlisi
Els tons difereixen de l'Assalt de la diligència (1787), que tractava el mateix assumpte. En aquell dominaven els tons pastels, blaus i verdosos del paisatge rococó, ocultant la violència de l'esdeveniment cruent, que quedava marginat en quedar el cadàver a l'angle inferior esquerre, mentre l'escena principal mostrava al grup de lladres inspeccionant el botí. Aquesta versió, contemporània a la greu malaltia que va patir el 1793 i de la que va resultar sord, predominen els tons ocres i terres. La mort violenta ocupa el centre del quadre i no hi ha dispersió de l'interès en dos grups compositius. El punt de vista és més proper i tots els gestos estan relacionats amb l'assassinat.